# Antirrhea phasiana
Espèce
Antirrhea phasiana est une espèce de lépidoptères de la famille des Nymphalidés et du genre Antirrhea.

## Dénomination
Antirrhea phasiana a été décrit par Arthur Gardiner Butler en 1870.

### Nom vernaculaire
Antirrhea phasiana se nomme Phasiana Brown Morpho en anglais.

## Description
Antirrhea phasiana est un grand papillon aux ailes antérieures à bord externe légèrement concave et apex coupé, aux ailes postérieures en pointe formant une queue. Le dessus est marron avec une large bande submarginale cuivre contenant une ligne de gros ocelles noirs pupillés de blanc, trois très gros aux ailes antérieures et quatre aux ailes postérieures.
Le revers est marron marbré avec une discrète ligne de points blancs.

## Écologie et distribution
Antirrhea phasiana est présent en Amérique du Sud sous forme de deux isolats, un au Venezuela et un au Pérou,.

### Protection
Pas de statut de protection particulier